# Johann Georg Giebel
Johann Georg Giebel (* 27. April 1813 in Leimbach im Landkreis Fulda, † 27. Dezember 1867 ebenda) war ein deutscher Bürgermeister und Mitglied der kurhessischen Ständeversammlung.

## Leben
Johann Georg Giebel war ein Sohn des Johann Adam Giebel und dessen Ehefrau Anna Sibilla Ottmann. Er bekleidete in seinem Heimatort das Amt des Bürgermeisters und hatte in dieser Funktion in den Jahren von 1855 bis 1860 und 1861 ein Mandat für die Zweite Kammer der kurhessischen Ständeversammlung.
Diese war nach den Unruhen im Jahre 1830 zum Zweck der Beratung und Verabschiedung einer Verfassung gebildet worden und hatte bis 1866 Bestand, als das Land Hessen durch Preußen annektiert wurde.